# Preußischer VT 21
Der VT 21 war ein zweiachsiger benzolelektrischer Triebwagen der Preußischen Staatsbahn. Er wurde von der Norddeutschen Waggonfabrik Bremen und den Bergmann Elektrizitätswerken Berlin auf eigene Rechnung gebaut, eine Serie entstand aus dem Fahrzeug nicht.

## Geschichte
Die Preußische Staatsbahn hatte von 1909 bis 1914 insgesamt 20 ähnliche vierachsige Fahrzeuge mit Ottomotor beschafft, die sich im Betriebseinsatz bewährten, jedoch nicht lange eingesetzt wurden. Neben diesen Fahrzeugen ist in der 3. Auflage des Merkbuches der KPEV Ausgabe 1921 dieses Fahrzeug erwähnt. Von ihm ist daher nur die Bezeichnung VT 21 bekannt, obwohl es schon 1909 gebaut wurde.
Gebaut wurde das Fahrzeug von den Bergmann Elektrizitätswerken in Zusammenarbeit mit der Norddeutschen Waggonfabrik Bremen auf eigene Rechnung. Es wurde als zweiachsiges Fahrzeug hergestellt. 1910 wurde es auf der Weltausstellung in Brüssel ausgestellt.
Bergmann versuchte mit Werbeaktionen, Käufer und Nachbestellungen für das Fahrzeug zu finden. Diese waren nur für den Prototyp erfolgreich. Er wurde 1915 der Eisenbahndirektion Cassel übergeben und in Kassel Ost beheimatet. In den 1920er Jahren wurde er zu einem Turmtriebwagen umgebaut und als 724 000 HANNOVER bezeichnet.

## Technische Merkmale
Der Triebwagen hatte ein Abteil 2. Klasse mit acht Sitzplätzen und ein Abteil 3. Klasse mit 20 Sitzplätzen. Zwischen diesen Abteilen befand sich etwas außermittig ein Einstiegsraum mit eingerückten Einstiegstüren. Einstiegsräume befanden sich zudem an den Enden des Triebwagens. Diese waren als Führerstände ausgeführt. Aus der Skizze ist ersichtlich, dass bei diesem Fahrzeug der Lokführer auf der linken Seite seinen Arbeitsplatz hatte.
Die Antriebsanlage war wie bei den VT 152 bis VT 161 an einem Fahrzeugende vom Wagenkasten abgesetzt angeordnet.